# زالتسبورغ
زالتسبورغ (بالألمانية: Salzburg)  هي رابع أكبر مدينة نمساوية وهي عاصمة ولاية زالتسبورغ الاتحادية. هي مسقط رأس الموسيقار الشهير موزارت. يبلغ عدد سكانها 150,269 نسمة وتحتل مساحة 65.678 كلم². تتميز بمناظرها الطبيعية الخلابة ولذللك لوجودها بقرب سلسلة جبال الألب.

## الموقع
تقع سالزبورغ على ضفاف نهر سالزاخ Salzach، على الحدود الشمالية لجبال الألب. جبال لسالزبورغ على النقيض من الجنوب مع السهول المتداول إلى الشمال. الأقرب جبال الألب Untersberg الذروة في 1972 م، ليست سوى بضعة كيلومترات من مركز المدينة. وAltstadt، أو «المدينة القديمة»، وتهيمن أبراجه الباروك والكنائس واسعة النطاق Festung Hohensalzburg. هذه المنطقة محاطة من قبل اثنين من الجبال الصغيرة، وMönchsberg وKapuzinerberg، التي تعمل بمثابة الرئتين «خضراء» للمدينة. سالزبورغ تبعد حوالي 150 كيلومتراً إلى الشرق من ميونيخ، 281 كم شمال غرب ليوبليانا، و 300 كيلومتراً إلى الغرب من فيينا.
مدينة سالزبورغ تعد من المدن الرائدة عالمياً من حيث الطراز المعماري الفريد. تشتهر بتاريخها الموسيقي العريق وكانت موقعا لتصوير الفيلم الهوليوودي الشهير «صوت الموسيقى» عام 1959 م. نهر سالزاك "Salzach River" يقسمها إلى نصفين، الضفة اليسرى هي الأقدم حيث كانت المستوطنات الرومانية قائمة في الماضي. ويتوج جبل Mönchsberg القلعة القديمة التي يمكن رؤيتها من على بعد أميال، بالإضافة إلى جبل كابوتشين "Capuchin Mountain". التجول على هذا الجبل يتيح منظرا بانوراميا رائع.

## أهم المواقع السياحية

### المدينة القديمة
وضعت مدينة سالزبورغ القديمة "Inner City"، على قائمة اليونسكو للثقافة والتراث الطبيعي في عام 1997 م. جزء كبير من المدينة القديمة هو منطقة للمشاة صغيرة الحجم نسبيا، ولذلك تعد مثالية للتمشية والتسوق عبر النوافذ.

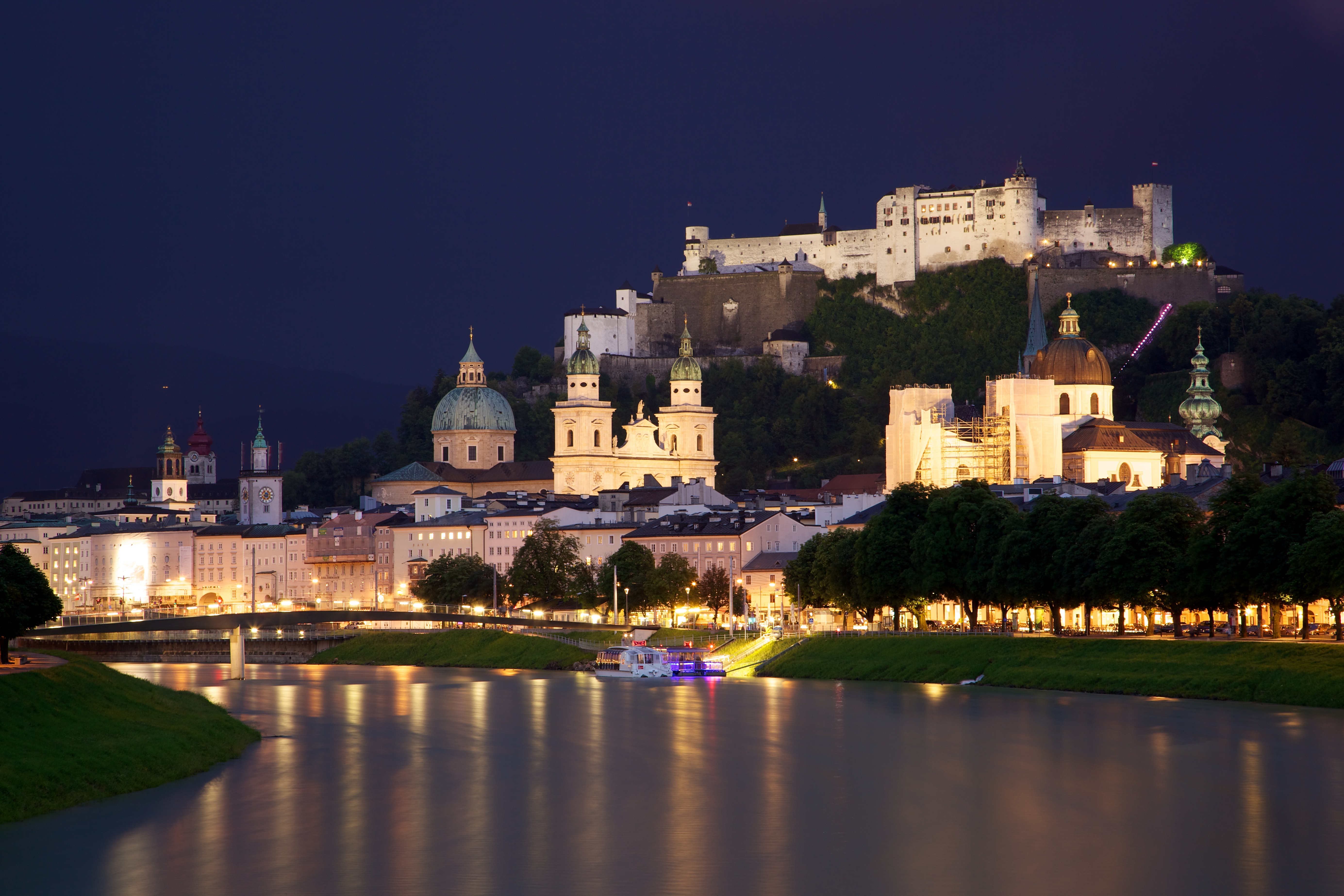
مدينة سالزبورغ القديمة

#### شارع غيتريدغاس
يتمثل سحر شارع غيتريدغاس (بالألمانية:Getreidegasse) في المنازل المرتفعة والضيقة المتناسقة بإحكام، والمحلات التجارية المغرية، فضلا عن الممرات والساحات الرومانسية. اليوم ينجذب معظم الناس إلى "Getreidegasse" بسبب كثرة محلات بيع المجوهرات، والملابس التنكرية في "Trachten"، وأحدث الموضات، والتحف، والجلود والسلع الورقية، والعطور، والاطعمة المعلبة وصولا إلى كل ما يتمناه المرء.

#### مسقط رأس موزارت في غيتريدغاس
ولد فولفغانغ اماديوس موزارت، المؤلف الموسيقي الشهير عالميا هنا في 27 يناير 1756 م. عاشت عائلة موزارت في الطابق الثالث من البيت الواقع في "Getreidegasse" لستة وعشرين عاما، 1747-1773 م.
دشنت مؤسسة موزارت الدولية أول متحف في مسقط رأس الموسيقار في 15 يونيو 1880 م، وقامت بتشكيلها بصورة منهجية وموسعة على مدى العقود حيث أصبحت وجهة ثقافية لألاف الزوار من مختلف أنحاء العالم.
تجرى جولات للزوار خلال غرف موزارت التي تحتوي على أدوات ووثائق وتذكارات تاريخية، بالإضافة إلى معظم اللوحات التي رسمت خلال حياته، بما في ذلك اللوحة الزيتية التي لم تكتمل «موزارت على البيانو» والتي رسمها لموزارت صهره، جوزيف لانج في عام 1789 م. تشمل المعروضات الشهيرة كمان موزارت خلال الطفولة، موترة المفاتيح، وبيانات قيتارية وصور ورسائل من عائلة موزارت.

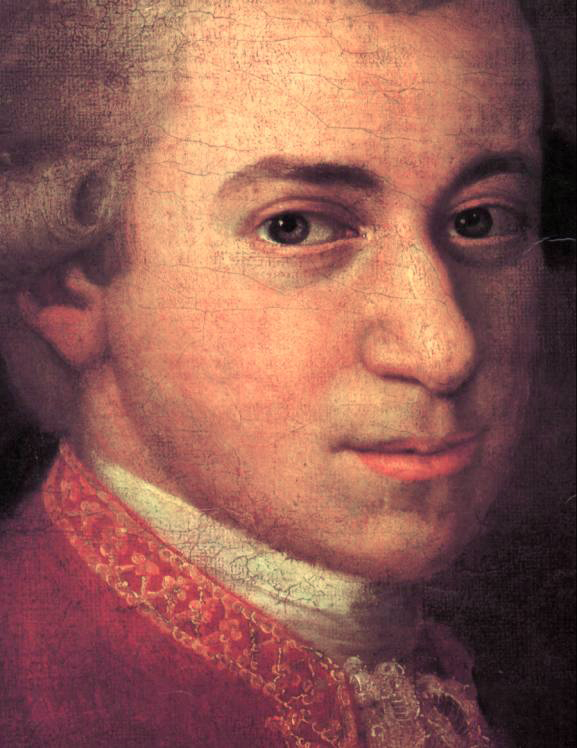
فولفغانغ أماديوس موزارت

#### الكاتدرائية
كاتدرائية سالزبورغ هي على الأرجح الأكثر أهمية في الهندسة المعمارية الكنسية في المدينة. تتمثل بواجهة رائعة وقبة عظيمة. بنيت الكاتدرائية الأولى في عام 767م، في عهد الإمبراطورية الرومانية، ألف الملحن الشهير «وولفغانغ اماديوس موزارت» العديد من الموسيقى المقدسة لسالزبورغ.

#### دير ومقبرة القديس بطرس
تأسست كنيسة القديس بطرس حوالي العام 700 م، وتعد واحدة من أقدم وأجمل المقابر في العالم. هي أيضا المثوى الأخير لعدد من الشخصيات الشهيرة والفنانين والعلماء ورجال الأعمال. يعد مكانا رائعا لنزهة رائعة من خلال المناظر الخلابة المحيطة بها.

#### عربات الخيل
يمكن سماع أصوات حوافر الخيل على الرصيف من على البعد وهي تتحرك بوتيرة هادئة خلال الشوارع العريقة لمدينة موزارت. تعكس النظرات المشرقة للركاب عن مدى الاسترخاء من خلال هذه التجربة.
مدينة موزارت لديها حاليا 14 مدربا للفروسية يقفون في ساحة الريزدنس " Residence Square " كل يوم، حيث يبدأون الجولات القصيرة أو الطويلة على العربات التي تجرها الخيول. تكون الخيول متوفرة من حوالي الساعة العاشرة صباحا إلى الرابعة ظهرا في فصل الشتاء، وحتى التاسعة مساء في فصل الصيف. يمكن رؤية كل المناطق الجذابة على مهل أثناء ركوب الخيل، في هذه الأثناء يقوم المدرب بسرد الحكايات القصيرة الحقائق الهامة عن المدينة.

### قلعة هوهن سالزبورغ

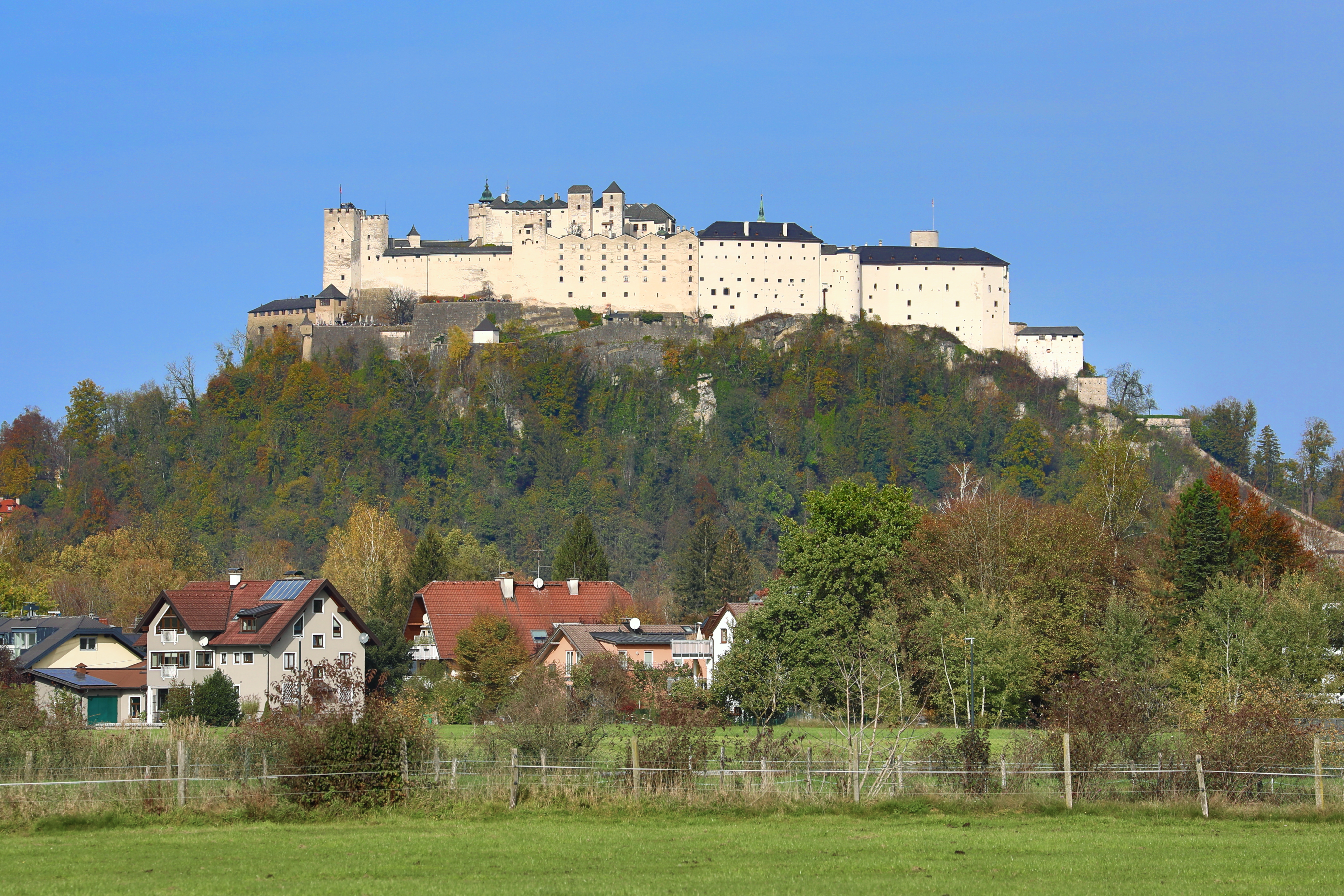
قلعة هوهن سالزبورغ

قلعة "Hohensalzburg" في سالزبورغ تخطف الأنظار من خلال الهندسة المعمارية الأخاذة. تعكس القلعة المعالم الخيالية للمدينة المشهورة عالميا. يلحظ الزائر قوة هذا الصرح من البعد والتاريخ الملموس على جدران هذه القلعة من القرب. قلعة "Hohensalzburg"، التي شيدت في 1077 م هي أكبر حصن في أوروبا الوسطى. تتميز بغرف الأمراء من ذلك العصر ومتحف القلعة. منذ عام 1892 م أصبح بالإمكان الوصول بسهولة إلى القلعة من خلال طريق السكة الحديدية من "Festungsgasse".

### قصر هلبرن والنوافير الخادعة
قصر "Hellbrun" ذو الحديقة الفسيحة والنوافير الخادعة "Wasserspiele"، الفريدة من نوعها هو واحد من أروع مباني عصر النهضة في شمال جبال الألب. تم بناء النوافير الشهيرة على مستوى العالم من قبل «سيتيكوس ماركوس»، وهو رجل يتمتع بروح دعابة قوية. من السمات البارزة لهذا القصر هي المقاعد الحجرية حول طاولة الطعام الحجرية أيضا، والتي يمر من خلالها قناة بخاخة للماء إلى مقاعد الضيوف عندما يتم تفعيل هذه الآلية. الميزة الأخرى هي المسرح الميكانيكي الذي تديره المياه وبني في 1750 م.

### حدائق ميرابل
حدائق ميرابل الشهيرة "Mirabell" هي تحفة بستانية وتمثل خلفية شعبية مثالية للمصورين. صممت عام 1690 م بواسطة «يوهان برنارد فيشر» وتم إعادة تشكيلها كليا في 1730 م. تم تشييد نافورة «بيغاسوس» في عام 1913، وقد نحتت أربع مجموعات من التماثيل حول النافورة من قبل «أوتافيو موستو» في عام 1690 م، وترمز إلى أربعة عناصر: النار والهواء والأرض والماء. فتحت حدائق ميرابل للجمهور من قبل الإمبراطور فرانز جوزيف في عام 1854 م. يقع مسرح "The Hedge" في الجزء الرئيسي من حدائق ميرابيل وهو واحد من أقدم مسارح التحوط في شمال جبال الألب. هنالك أيضا حديقة القزم "The Dwarf Garden"، التي تضم عددا من تماثيل المخلوقات المصنوعة من رخام "Untersberg" الجبال البيضاء.

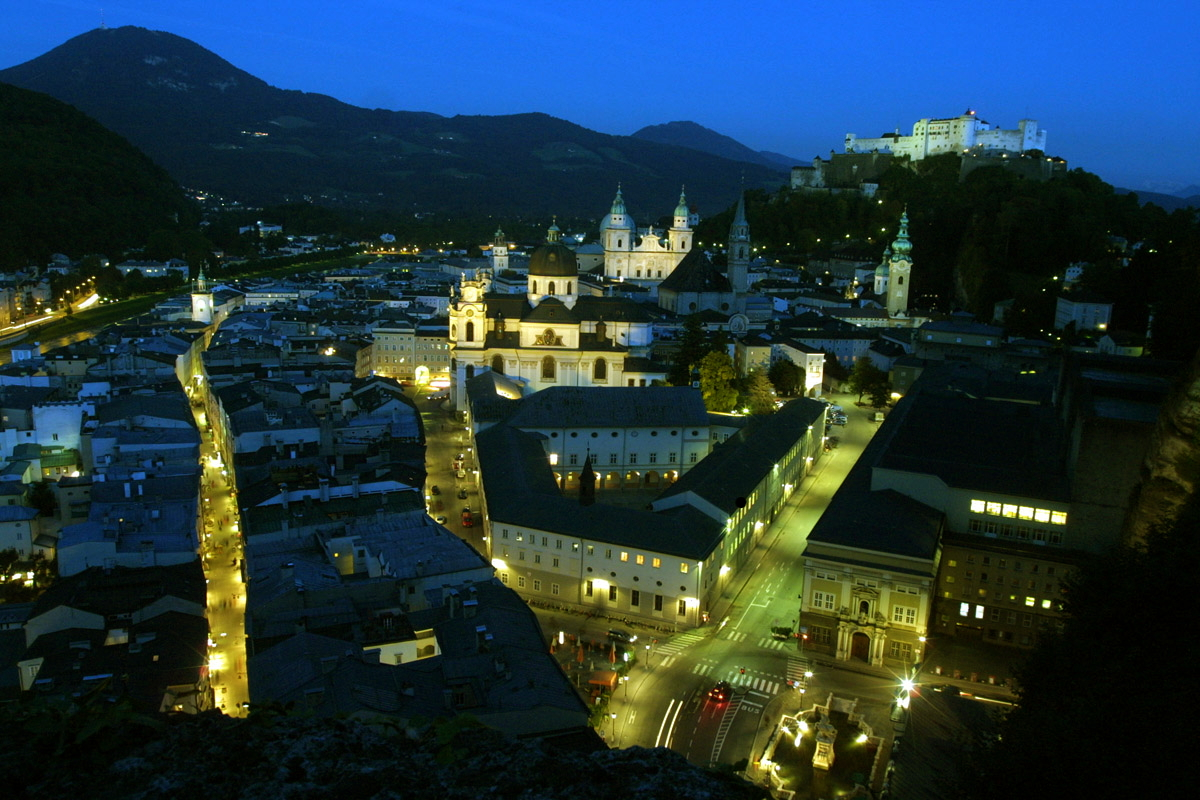
سالزبورغ قلعة الملح

### نهر سالزاك ورحلة القارب
القارب البانورامي الوحيد من نوعه في العالم، أماديوس سالزبورغ "Amadeus Salzburg“، يمنح الركاب رؤية مثالية للمدينة وضواحيها ذات المناظر الخلابة. الرحلات البحرية تبدأ عند جسر ماكارت" Makart"، في المدينة التاريخية وسط سالزبورغ. تمتد الرحلة لثمانية كيلومترات على طول سالزبورغ نحو هلبرن"Hellbrunn"، أمام سلسلة من الجبال الخلابة في مقاطعة سالزبورغ وصولا إلى هلبرن حيث خدمة النقل التي تأخذ الزوار إلى قصر الباروك المذهل والنوافير الشهيرة، حيث شرفة المراقبة الساحرة من فيلم "صوت الموسيقى".

## الموسيقى والشوكولا

### فولفغانغ أماديوس موزارت

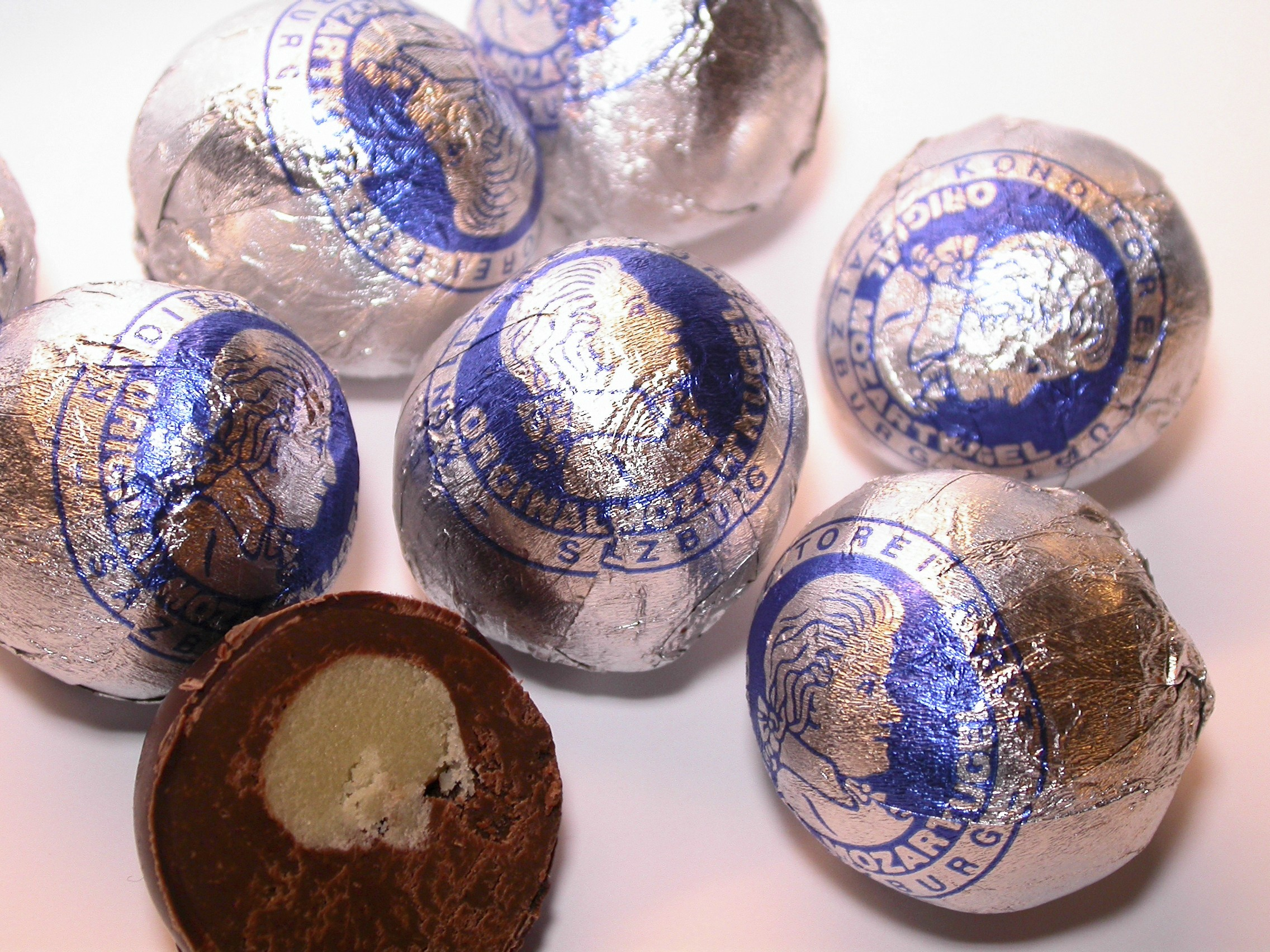
موزارت كوغلن سالزبورغ الأصلية

كرات الشوكولاته موزارت كوغلن "Mozartkugeln"، هي التذكار الأمثل من سالزبورغ. هذه الشوكولاته هي تركيبة مميزة من المرزبانية والشوكولاته الذائبة. ابتكرها في عام 1890 حلواني سالزبورغ، «بول فورست»، وحصل على الميدالية الذهبية لمنتجه في معرض باريس عام 1905. «نوربرت فورست» هو المالك الحالي لهذه المؤسسة، ولا يزال يصنع هذه الشوكولاتة اليوم بحسب وصفه جده الأكبر.

### صوت الموسيقى
في عام 1965 م، شهدت سالزبورغ تصوير مشاهد الفيلم الشهير «صوت الموسيقى» بطولة «جولي أندروز» و«كريستوفر بلامر». هناك جولات لزيارة الأماكن التي تم بها تصوير هذا الفيلم، وتشمل حدائق ميرابل "Mirabell"، وقلعة ليوبولد سكورن "Leopoldskron"، قلعة هلبرن "Hellbrunn"، دير نونبرغ "Nonnberg"، سانت غلغن "St.Gilgen" وبحيرة وولفغانغ، وكنيسة موندزي لمراسم الزفاف "Mondsee Church".Mozartkugel

## المدن الشقيقة
- أتلانتا
- بوسيتو
- درسدن
- رانس
- ساو جواو دا ماديرا
- شانغهاي
- فيرونا
- فيلينيوس
- كاواساكي
- لاغوس
- ليون
- ميرانو

## بطاقة مدينة سالزبورغ
إذا كنت ترغب في استكشاف مدينة سالزبورغ، ينصح بالحصول على بطاقة سالزبورغ (الحجز متاح على الإنترنت). البطاقة متوفرة لمدة 24 ساعة (20 يورو)، 48 ساعة (27 يورو) أو 72 ساعة (32 يورو)، وتشمل ما يلي:
الدخول المجاني إلى جميع الأماكن السياحية في المدينة.
استخدام وسائل النقل العام مجانيا في جميع أنحاء المدينة، بما في ذلك السكة الحديدة المعلقة إلى القلعة، القارب البانورامي وعربة جبل "Untersberg".
خصومات مغرية للأحداث الثقافية.
خصومات على مختلف الجولات والرحلات.

## اقرأ أيضا
- زالسكامرغوت